# Le Samyn 2021
Le Samyn 2021 fou la 53a edició de la cursa ciclista Le Samyn. Es va disputar el 2 de març de 2021 sobre un recorregut de 205,4 km. La cursa formava par del calendari UCI Europa Tour 2021 amb una categoria 1.1.
El vencedor final fou el belga Tim Merlier (Alpecin-Fenix), que s'imposà a l'esprint en l'arribada a Dour a Rasmus Tiller (Uno-X Pro Cycling Team) i Andrea Pasqualon (Intermarché-Wanty-Gobert Matériaux).

## Equips
Vint-i-cinc equips prenen part en la cursa: set WorldTeams, nou UCI ProTeams i nou equips continentals:
| WorldTeams (7)- AG2R Citroën Team - Cofidis - Deceuninck-Quick Step - Intermarché-Wanty-Gobert Matériaux - Israel Start-Up Nation - Lotto Soudal - Qhubeka Assos ProTeams (9)- Delko - Alpecin-Fenix - B&B Hotels p/b KTM - Bingoal-WB - Arkéa-Samsic - Rally Cycling - Sport Vlaanderen-Baloise - Total Direct Énergie - Uno-X Pro Cycling Team Equips continentals (9)- BEAT Cycling - Canyon dhb SunGod - Groupama-FDJ Continental - Development Team DSM - Lviv - Jumbo-Visma Development Team - Leopard - SEG Racing Academy - Tarteletto-Isorex |
| |

## Classificació final
| \| Classificació general \| Classificació general \| Classificació general \| Classificació general \| Classificació general \| \| Corredor \| Corredor \| Equip \| Temps \| \| \| --------------------- \| --------------------- \| ---------------------------------- \| --------------------- \| --------------------- \| \| 1r \| Tim Merlier \| Alpecin-Fenix \| 4h 34' 29" \| \| \| 2n \| Rasmus Tiller \| Uno-X Pro Cycling Team \| + 0" \| \| \| 3r \| Andrea Pasqualon \| Intermarché-Wanty-Gobert Matériaux \| + 0" \| \| \| 4t \| Sep Vanmarcke \| Israel Start-Up Nation \| + 0" \| \| \| 5è \| Hugo Hofstetter \| Israel Start-Up Nation \| + 0" \| \| \| 6è \| Amaury Capiot \| Arkéa-Samsic \| + 0" \| \| \| 7è \| John Degenkolb \| Lotto-Soudal \| + 0" \| \| \| 8è \| Dimitri Claeys \| Qhubeka Assos \| + 0" \| \| \| 9è \| Timothy Dupont \| Bingoal-WB \| + 0" \| \| \| 10è \| Milan Menten \| Bingoal-WB \| + 0" \| \| |                  |                                    |            |
| |                  |                                    |            |
| Font: ProCyclingStats |                  |                                    |            |
| Classificació general |                  |                                    |            |
| Corredor | Corredor         | Equip                              | Temps      |
| 1r | Tim Merlier      | Alpecin-Fenix                      | 4h 34' 29" |
| 2n | Rasmus Tiller    | Uno-X Pro Cycling Team             | + 0"       |
| 3r | Andrea Pasqualon | Intermarché-Wanty-Gobert Matériaux | + 0"       |
| 4t | Sep Vanmarcke    | Israel Start-Up Nation             | + 0"       |
| 5è | Hugo Hofstetter  | Israel Start-Up Nation             | + 0"       |
| 6è | Amaury Capiot    | Arkéa-Samsic                       | + 0"       |
| 7è | John Degenkolb   | Lotto-Soudal                       | + 0"       |
| 8è | Dimitri Claeys   | Qhubeka Assos                      | + 0"       |
| 9è | Timothy Dupont   | Bingoal-WB                         | + 0"       |
| 10è | Milan Menten     | Bingoal-WB                         | + 0"       |